# Desplante

Paco Ojeda : desplante

El desplante es una actitud desafiante del matador hacia el toro, generalmente al final de la faena. El aspecto espectacular de esta actitud casi siempre merece aplausos. Sin embargo, solo se justifica al final de la faena, cuando el toro está claramente dominado.

## Presentación
Esta es una actitud desafiante del matador hacia el toro, generalmente al final de la faena. Solo debe realizar al final de la faena, cuando el toro está claramente dominado.
Algunos matadores a veces abusan de ella durante las clases de faena, como una atracción pública. Son entonces desplantes "insípidos", criticados por los puristas, y que pueden llegar hasta gestos de familiaridad: acariciar la cabeza, los cuernos, golpear el hocico, etc.